# Nephthytis mayombensis
Nephthytis mayombensis là một loài thực vật có hoa trong họ Ráy (Araceae). Loài này được de Namur & Bogner mô tả khoa học đầu tiên năm 1994.